# Считайте часы
«Считайте часы» (англ. Count the Hours!) — фильм нуар режиссёра Дона Сигела, который вышел на экраны в 1953 году.
Фильм рассказывает об адвокате Даге Мэдисоне (Макдональд Кэри), которому предлагают защищать в суде сельскохозяйственного рабочего Джорджа Брейдена (Джон Крейвен), обвинённого в убийстве фермера и его служанки. Хотя против Джорджа есть серьёзные улики и все в городке убеждены, что именно он является убийцей, Джордж клянётся, что никого не убивал. Поначалу Даг не хочет браться за это дело, но увидев, насколько самоотверженно жена Джорджа Эллен (Тереза Райт) пытается спасти мужа, соглашается защищать Джорджа, после чего отдаёт этому делу все свои силы и средства. Однако все усилия Дага оказываются тщетными, и лишь в день исполнения приговора, когда Даг, потеряв надежду, решает покинуть город, он находит свидетеля, показания которого указывают на истинного убийцу и снимают с Джорджа все обвинения.
Современные критики отмечают, что главными достоинствами картины стали интересная режиссура Дона Сигела и изобретательная операторская работа Джона Олтона, что даже при слабом сценарии обеспечивает картине достойный художественный уровень.

## Сюжет
Среди ночи в дом состоятельного фермера Фреда Моргана проникает неизвестный, воруя из рабочего стола бумажник с деньгами. Проснувшийся от шума Фред выходит в гостиную, где неизвестный хладнокровно убивает его из пистолета, а затем преследует и убивает во дворе Сару, служанку Фреда. На следующее утро приехавший к Фреду его племянник Элвин Тейлор (Ральф Сэнфорд), обнаруживает тела двух убитых. Он заходит в соседний дом, который арендует у Фреда его наёмный работник Джордж Брейден (Джон Крейвен), проживающий там вместе со своей женой Эллен (Тереза Райт). Джордж и Эллен приходят в ужас, когда Элвин сообщает им о двух убийствах.
Вскоре на место преступления прибывает окружной прокурор Гиллеспи (Эдгар Бэрриер) в сопровождении группы полицейских. Они устанавливают, что убийства были совершены из оружия 32-го калибра. Прокурор допрашивает Джорджа, однако тот уверяет, что никого не убивал. Он признаёт, что ночью слышал выстрелы около своего дома, однако решил, что стреляли охотники на опоссумов. Джордж и Эллен прожили на ферме всего месяц и считаются среди местных чужаками. Опасаясь, что его заподозрят в убийстве, Джордж лжёт, что у него нет оружия 32-го калибра. В этот момент присутствовавшая при разговоре Эллен незаметно уходит в дом. Вскоре детективы проводят обыск в доме, но ничего не находят. Когда они уходят, Эллен, достаёт револьвер, который прятала в своём вязании, и выбрасывает его в близлежащий пруд. Один из детективов замечает это, после чего Эллен вместе с Джорджем доставляют в полицейский участок для допроса. Эллен и Джордж категорически заявляют, что никого не убивали и не грабили. Однако после нескольких часов интенсивных допросов Джордж видит, что состояние его беременной жены резко ухудшается, и, чтобы остановить её мучения, он сознаётся в убийствах и подписывает признание. Считая дело решённым, Гиллеспи собирается передать его в суд, но все адвокаты по криминальным делам, которые практикуют в городе, на тот момент заняты. Тогда Гиллеспи обращается к знакомому адвокату по коммерческим делам Дагу Мэдисону (Макдональд Кэри) с просьбой, чтобы тот взялся за защиту Джорджа. Даг поначалу отказывается, но тем не менее, соглашается поговорить с Джорджем, а затем по его просьбе навещает его жену. Увидев, как беременная Эллен отчаянно ныряет в пруд, чтобы найти выброшенный ею револьвер, Даг начинает склоняться к тому, что, возможно, Джордж на самом деле невиновен.
Когда Даг решается взяться за дело, на него буквально набрасываются враждебно настроенные представители городской общественности, убеждённые в виновности Джорджа и считающие, что адвокат не должен защищать чужака в деле об убийстве одного из своих. Дома Дага встречает его невеста, светская красавица Пола Митченер (Долорес Моран), которая искренне любит его. Хотя поначалу она считает, что участие в этом деле может навредить политической карьере Дага, тем не менее в итоге она понимает и поддерживает его. Даг утешает Эллен и Джорджа, заявляя, что если удастся найти револьвер Джорджа, то это серьёзно укрепит позиции защиты. Даг нанимает профессионального дайвера (Пол Хоффман), чтобы тот обыскал дно пруда. Дайвер однако не проявляет особенного рвения в работе, а когда некоторое время спустя у Дага заканчиваются деньги на его оплату, вообще собирает свои вещи и собирается уезжать. К его машине подходит Эллен, говоря, что у неё нет денег, но она готова отдать всё, чтобы дайвер продолжил работу. Когда она направляется в дом, дайвер следует за ней, набрасываясь с поцелуями и пытаясь завалить её на кровать. Эту сцену замечает подъехавший Даг, который отталкивает дайвера и заставляет того уйти. В отместку за это дайвер распускает слух, что Даг работает над делом не ради денег, а ради Эллен. Репутация Дага в городе пошатнулась, он стал терять клиентов, однако по-прежнему преисполнен решимости доказать невиновность Джорджа. За скромные 100 долларов он просит местных мальчишек ещё раз обыскать дно пруда в поисках оружия.
Тем временем начинается суд. Всё свидетельствует о том, что убийство совершил Джордж, и ему грозит смертная казнь. Когда суд уже переходит к заключительным заявлениям сторон, в зал вбегает подросток с револьвером, который он нашёл на дне пруда. Судья принимает решение провести баллистическую экспертизу, чтобы установить, был ли этот револьвер оружием убийства. Некоторое время спустя эксперты докладывают, что из-за плохого состояния револьвера они не могут прийти к определённому заключению, были ли смертельные выстрелы произведены из него. В итоге судья отказывается признать револьвер как улику, после чего Джорджа признают виновным и приговаривают к смертной казни. Из-за этого дела Даг лишился клиентов и остался практически без денег. Однако, несмотря ни на что, он решает обжаловать приговор. Пола, до которой уже дошли слухи об Эллен, чувствует, что Даг стал одержим этим делом и просит его остановиться. Даг однако настаивает на том, что должен добиться справедливости, и Пола в итоге поддерживает его.
Некоторое время спустя Элвин, который унаследовал имущество своего дяди, приходит к Эллен, чтобы уведомить её о предстоящем выселении из дома, за который и так последнее время платил Даг. Вскоре появляется Даг, который пытается отговорить Элвина. В разговоре Элвин упоминает, что до Джорджа у его дяди работал некий Макс Верн (Джек Элам), который угрожал Моргану после того, как тот уволил его. Чувствуя, что это может быть зацепка для пересмотра дела, Даг отправляется на ферму, где сейчас работает Верн. Там он знакомится с молодой, соблазнительной, но крайне ограниченной невестой Верна по имени Грейси (Адель Мара), которая сообщает, что того нет дома уже несколько дней. Отвечая на вопрос Дага, Грейси объясняет, что согласилась выйти замуж за Верна после того, как он недавно купил ей дорогое платье и туфли. Даг направляется в полицейский архив, где узнаёт, что Верн ранее уже отбывал срок за кражу со взломом. Полиция в итоге задерживает Верна, и на допросе он сознаётся в убийстве Моргана и его служанки. Объявляется новое слушание по делу, в ходе которого оглашаются признательные показания Верна. Прокурор Гиллеспи однако приводит эксперта, профессионального психиатра, который долгое время наблюдал Верна. Эксперт категорически заявляет, что Верн является алкоголиком с нездоровой психикой и склонен к импульсивным признаниям. В таких условиях суд отказывается принять признание Верна как улику, и его выпускают на свободу. Обвинительный приговор в отношении Джорджа остаётся в силе. После заседания Гиллеспи говорит Дагу, что ещё в начале следствия проверял версию с Верном и отверг её, а затем советует Дагу, которого высоко ценит, перейти на работу в прокуратуру. Вскоре у Эллен начинаются схватки, а Даг весь день проводит у её палаты в больнице, пропустив важное свидание с Полой. Когда он, наконец, приезжает к своей невесте, Пола говорит, что не может продолжать отношения с Дагом, который совсем не думает об их будущем, и уходит.
После того, как от губернатора приходит отказ в помиловании, Джорджа переводят в камеру смертников. Даг больше не может ничего сделать, и, смирившись с поражением, намеревается переехать в другой город, чтобы начать всё заново. Даг собирает вещи и едет на вокзал, где перед отъездом заходит в бар, чтобы на прощанье выпить с Эллен. Бармен (Ральф Дамке) узнаёт их по газетным фотографиям, после чего рассказывает, что Верн был противным парнем, который часто напивался у него в баре. Он, в частности, говорит, что в день, когда были совершены убийства, Верн рано утром пришёл в бар и заявил, что убил двух человек. Так как, судя по словам бармена, это произошло за несколько часов до того, как о преступлении стало известно, Даг понимает, что наконец получил доказательство, которое спасёт Джорджа. К этому моменту до казни остались считанные часы, и Даг понимает, что надо действовать очень быстро. Он просит бармена немедленно позвонить шерифу и направить его домой к Верну, и, не теряя времени, направляется туда сам. Однако прежде, чем бармен успевает позвонить, в баре появляется Верн, и бармен идёт на хитрость. Чтобы отправить Верна домой, он говорит, что Даг только что направился к его невесте Грейси. Когда разъярённый от ревности Верн выбегает из бара, бармен звонит шерифу. Верн идёт на свалку, где из тайника достаёт пистолет и кошелёк Моргана с деньгами, а затем идёт на ферму. Тем временем Даг пытается добиться от Грейси, где находится Верн. Увидев Дага, Верн наводит на него пистолет и собирается выстрелить, однако в этот момент появляется шериф со своими людьми. Верна задерживают, и прокурор получает неопровержимые улики того, что он убил двух человек и ограбил Моргана. Гиллеспи искренне благодарит Дага за прекрасную работу. В этот момент к Дагу подъезжает Пола, прося у него прощения. Даг садится к ней машину, и они уезжают.

## В ролях
- Маакдональд Кэри — Даг Мэдисон
- Тереза Райт — Эллен Бреэйден
- Джон Крейвен — Джордж Брейден
- Эдгар Бэрриер — окружной прокурор Джим Гиллеспи
- Долорес Моран — Пола Митченер
- Джек Элам — Макс Верн
- Адель Мара — Грэйси Сэйгер, подружка Макса Верна
- Ральф Сэнфорд — Элвин Тейлор
- Ральф Дамке — бармен (в титрах не указан)
- Рой Энджел — помощник шерифа (в титрах не указан)

## Создатели фильма и исполнители главных ролей
Как написал историк кино Ричард Харланд Смит, «это шестой полнометражный фильм Дона Сигела, который он сделал ещё до того, как заявил о себе как о режиссёре-новаторе» с такими фильмами, как «Вторжение похитителей тел» (1956) и «Линейка» (1958). Однако в этом фильме Сигел уже затрагивает темы, которые будут отличать такие его фирменные картины, как «Смерть стрелка» (1969), «Грязный Гарри» (1971) и «Чарли Вэррик» (1973).
Исполнитель главной роли Макдональд Кэри сыграл в таких фильмах, как военная драма «Остров Уэйк» (1942), психологический триллер «Тень сомнения» (1943), социальный фильм нуар «Разделительная линия» (1950), вестерн «Незнакомец у моей двери» (1959) и политический хоррор-триллер «Проклятые» (1962).Однако более всего Кэри известен по роли доктора Тома Хортона, которую он играл в телевизионной мыльной опере «Дни нашей жизни» на протяжении 1965—1994 годов.
Тереза Райт номинировалась на «Оскар» как актриса второго плана в фильме «Лисички» (1941), а также как исполнительница главной роли в фильме «Гордость янки» (1942). В 1943 году она завоевала «Оскар» как исполнительница роли второго плана в фильме «Миссис Минивер» (1943). К числу других лучших актёрских работ Райт относятся психологический триллер Альфреда Хичкока «Тень сомнения» (1943), где она впервые сыграла вместе с Кэри, а также послевоенная мелодрама Уильяма Уайлера «Лучшие годы нашей жизни» (1946).
Джон Олтон сегодня считается одним из лучших операторов фильмов нуар. Хотя свой единственный «Оскар» он получил за мюзикл «Американец в Париже» (1951), он прежде всего зарекомендовал себя как оператор таких фильмов нуар, как «Грязная сделка» (1948), «Он бродил по ночам» (1948), «Инцидент на границе» (1949), «Загадочная улица» (1950) и «Большой ансамбль» (1955).

## История создания фильма
Рабочим названием фильма было «Вопрос жизни и смерти» (англ.  A Matter of Life and Death)..
Фильм снят на малом бюджете и всего за девять дней.
Производство фильма осуществила компания независимого продюсера Бенедикта Боджеса. Первоначально права на дистрибуцию получила компания United Artists. Однако затем Боджес выкупил за 50 000 долларов долю в картине звезды Макдональда Кэри, после чего продал фильм главе RKO Pictures Говарду Хьюзу.
Фильм находился в производстве с конца октября 1952 года и вышел в прокат 1 апреля 1953 года.

## Оценка фильма критикой
Как полагает современный историк кино Крейг Батлер, этот фильм «выглядит гораздо лучше, чем есть на самом деле, благодаря вкладу режиссера Дона Сигела и оператора Джона Олтона». Несмотря на скромный бюджет картины, который, вероятно, ограничивал их новаторский потенциал, Сигел и Олтон «находят способы выстраивать интересные кадры, ставить декорации и подбирать ракурсы, которые придают фильму жизнь, чего, к сожалению, не хватает в сценарии». Как полагает Батлер, «если бы у фильма был хотя бы средний сценарий, получился бы хороший, если не великолепный маленький судебный триллер». К сожалению, сценарий Карен Де Волф и Доэна Хога «просто плох; диалоги неестественны и безжизненны, что, безусловно, портит сцены в зале суда». Однако, по мнению киноведа, «ещё большая проблема заключается в том, что в историю просто невозможно поверить. Она плохо мотивирована и содержит слишком много провалов в логике». Как далее отмечает критик, «в сложившихся обстоятельствах актёры могут сделать не так уж много». По его мнению, Тереза Райт, «как всегда, надёжна, и за ней приятно наблюдать, но ей не дали ничего особенно сложного. Макдональд Кэри хорош, хотя и немного бесцветен, а вот Джон Крейвен просто слаб». Подводя итог, Батлер пишет, что «если Сигелу и Олтону и не удалось сделать успешный фильм, они, по крайней мере, добились того, что он стал гораздо более смотрибельным», чем был бы без них.
Историк кино Хэл Эриксон отмечает вклад режиссёра Дона Сигела, который «добивается настолько быстрого развития событий в фильме», что зритель даже «не успевает заметить огромные логические провалы в его содержании». Историк кино Ричард Харланд Смит восхищается тем, как на весьма скромном бюджете всего за девять дней удалось создать фильм, «поражающий несколькими отличными эпизодами, наиболее запоминающимися из которых является захватывающая погоня за подозреваемым по тёмному лесу». Эта сцена напоминает такие классические нуары Джона Олтона, как «Он бродил по ночам» и «Инцидент на границе» и «предвосхищает более поздние работы Сигела, ставшие криминальной классикой». Современный киновед Деннис Шварц называет картину «неубедительным криминальным триллером», отмечая среди недостатков картины «нелогичность сюжетной линии», а также «деревянную актёрскую игру». По мнению критика, «в истории нет никакого напряжения и правдоподобия, хотя поставлена она сильно».